# Робертова снежна волухарица
Робертова снежна волухарица (лат. Chionomys roberti) је врста волухарице.

## Распрострањење
Ареал врсте је ограничен на мањи број држава. Врста је присутна у следећим државама: Турска, Русија, Азербејџан и Грузија.

## Станиште
Станишта врсте су шуме, планине и речни екосистеми. Врста је присутна на подручју Црног мора. 

## Начин живота
Годишњи број окота је просечно 2-3 са по 3 младунца у сваком.

## Угроженост
Ова врста је наведена као последња брига, јер има широко распрострањење и честа је врста.